# Piliocolobus oustaleti
Piliocolobus oustaleti — вид червоних колобусів. Мешкає в різних типах лісів на півдні Південного Судану, на півдні Центральноафриканської Республіки, на півночі Демократичної Республіки Конго та на північному сході Республіки Конго. Він їсть листя, плоди, квіти, бутони і, можливо, насіння. Довжина голови й тулуба самців становить від 45,9 до 68 см, а довжина хвоста — від 55,5 до 73 см. Довжина голови й тулуба самиць становить від 52 до 64 см, а довжина хвоста — від 68 до 73 см. Самці важать ≈ 12,5 кг, а самиці — ≈ 8,2 кг.